# 로런 톰
로런 톰(Lauren Tom, 1961년 8월 4일 ~ )은 미국의 배우, 성우이다.

## 출연 작품
- 체이싱 이글 락 (2015)
- 쿵푸 팬더 2 (2011)
- 스쿠비 두! 캠프 스케어 (2010)
- 쿵푸 팬더: 기막힌 전설 (2010)
- 킴 파서블: 소 더 드라마 (2005, Kim Possible Movie: So the Drama) - 목소리
- 뮬란 2 (2004)
- 인 굿 컴퍼니 (2004)
- 나쁜 산타 (2003)
- 마이 와이프 앤 키즈 (2001)
- 저스티스 리그 (2001)
- 사무라이 잭 (2001)
- 배트맨 - 돌아온 조커 (2000)
- 캣피쉬 인 블랙 빈 소스 (1999)
- 배트맨 비욘드 - 시리즈 (1999)
- 배트맨 비욘드: 더 무비 (1999)
- 카운트다운 1999 (1999)
- 퓨쳐라마 (1999)
- 위드 프렌즈 라이크 디즈 (1998)
- 수잔스 플랜 (1998)
- 배트맨 수퍼맨 무비: 월즈 파이니스트 (1996)
- 마녀의 산 (1995)
- 남자가 사랑할 때 (1994)
- 그레이스 언더 파이어 (1993)
- 미스터 존스 (1993)
- 조이 럭 클럽 (1993)
- 맨 트러블 (1992)
- 연애특강 (1990)
- 블루 스틸 (1990)
- 루프탑 (1989)
- 월 스트리트 (1987)
- 낫씽 라스츠 포에버 (1984)

### 텔레비전
- 시카고 메디컬 (1994)
- 프렌즈 (1995-96)
- 슈퍼맨 (1996-98) - 목소리
- 킹 오브 더 힐 (1997-2010) - 목소리
- 멘 인 트리스 (2006-08, Men in Trees)